# 茨城県道166号和田上河合線

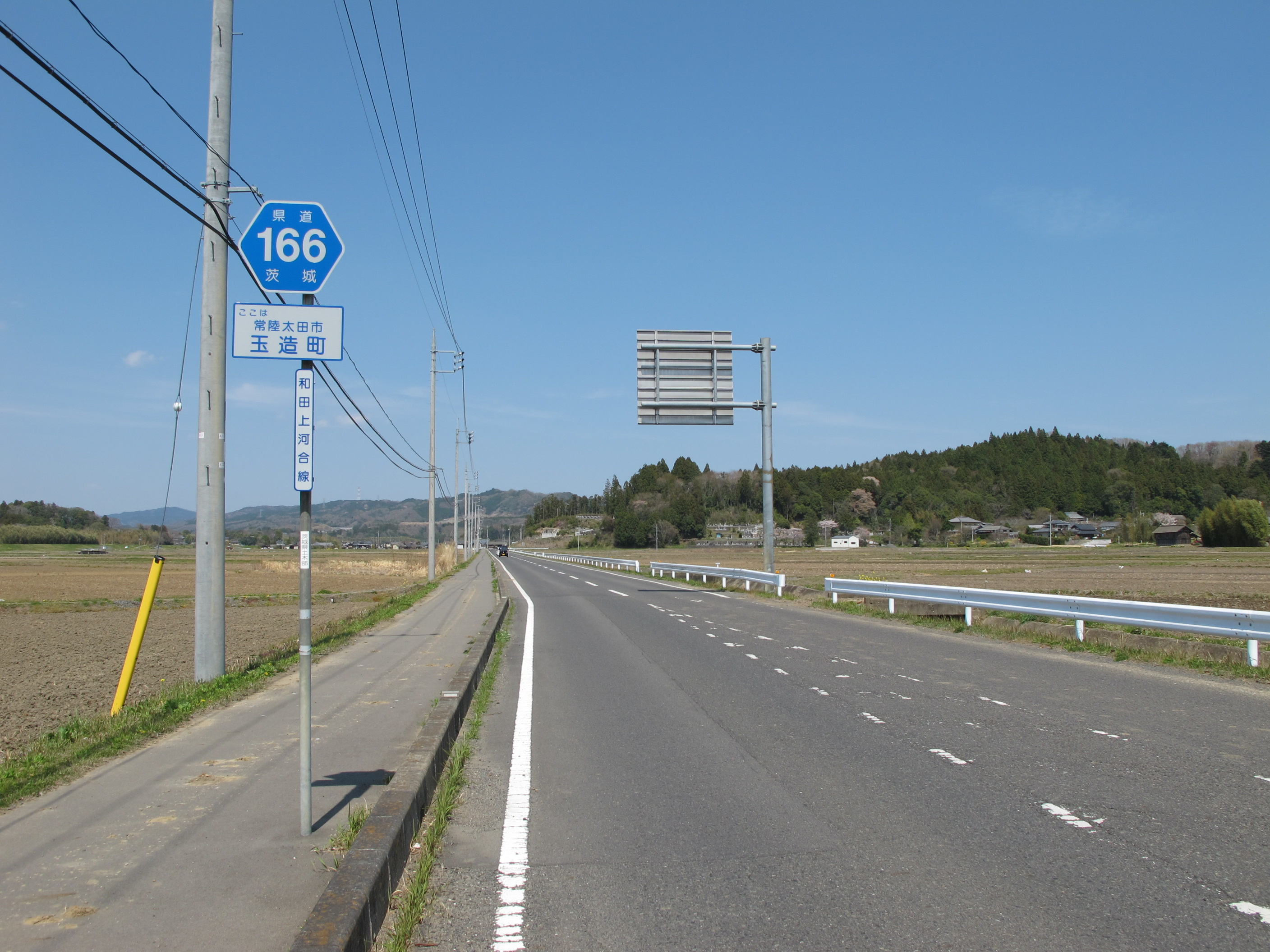
茨城県道166号和田上河合線
常陸太田市玉造町（2014年4月）

茨城県道166号和田上河合線（いばらきけんどう166ごう わだかみかわいせん）は、茨城県常陸太田市和田町から同市上河合町に至る一般県道である。

## 概要
常陸大宮市和田町の和田交差点にて茨城県道29号常陸太田那須烏山線分岐より久慈川支流の山田川の流れに沿って南下し、同市上河合町の上河合交差点にて国道349号に接続する延長約9kmの県道路線。途中、同市久米町で国道293号と交差する。また、常陸太田市玉造町 - 同市久米町間は、茨城県道62号常陸那珂港山方線と重用する区間となっている。

### 路線データ
- 起点：茨城県常陸太田市和田町（茨城県道29号常陸太田那須烏山線交点＝和田交差点）[1]
- 終点：茨城県常陸太田市上河合町（国道349号旧道交点＝上河合交差点）[1]
- 総延長：9.603 km[2]
- 重用延長：1.521 km[2]
- 未供用延長：なし[2]
- 実延長：8.082 km[2]
- 自動車交通不能区間延長[注釈 1]：なし[2]

## 歴史
1959年（昭和34年）10月14日、新たな県道として久慈郡水府村大字和田を起点とし、常陸太田市上河合町を終点とする区間を本路線とする県道和田上河合線として茨城県が県道路線認定した。
1995年（平成7年）に整理番号166となり現在に至る。

### 年表
- 1959年（昭和34年）10月14日
  - 現在の路線が県道和田上河合線（図面対照番号158）として路線認定される[3]。
  - 道路の区域は、久慈郡水府村大字和田の県道川山常陸太田線[注釈 2]分岐から常陸太田市上河合町の主要地方道水戸常陸太田線[注釈 3]交点までと決定された[1]。
- 1968年（昭和43年）10月11日：常陸太田市藤田市 - 同市上河合の狭隘路（最小幅員3.7 m、延長310 m）を線形拡幅改良[4]。
- 1983年（昭和58年）6月13日：久慈郡金砂郷村大字大里地内の狭隘な現道（1.0km）を2車線化拡幅改良する道路区域指定[5]。
- 1995年（平成7年）3月30日：整理番号215から現在の番号（整理番号166）に変更される[6]。
- 2003年（平成15年）2月25日：久慈郡金砂郷町大字久米（国道293号・久米西交差点） - 大字大里のバイパス道路（905m）が開通[7][注釈 4]。
- 2003年（平成15年）6月23日：久慈郡金砂郷町大字久米（久米交差点） - 大字大里の旧道（800m）が指定解除され金砂郷町道へ降格[8]。

## 路線状況

### 重複区間
- 茨城県道62号常陸那珂港山方線（常陸太田市玉造町「玉造十文字」 - 同市久米町「久米西」交差点：約1.9 km）

## 地理

### 通過する自治体
- 常陸太田市

### 交差する道路
- 茨城県道29号常陸太田那須烏山線（常陸太田市和田町・起点）
- 茨城県道62号常陸那珂港山方線（常陸太田市玉造町 - 久米町）
- 茨城県道167号富岡玉造常陸太田線（常陸太田市玉造町）
- 国道293号（常陸太田市久米町）
- 茨城県道61号日立笠間線（常陸太田市藤田町）
- 国道349号旧道（常陸太田市上河合町・終点）